# Reprezentacja Wysp Kokosowych w piłce nożnej mężczyzn
Reprezentacja Wysp Kokosowych w piłce nożnej nie należy do Międzynarodowej Federacji Piłki Nożnej (FIFA) ani Konfederacji Piłkarskiej Oceanii (OFC). Z tej racji nie może brać udziału w Mistrzostwach Świata ani Pucharze Narodów Oceanii. Wyspy Kokosowe są terytorium zależnym od Australii, ale mimo tego nie należy do Australijskiego Związku Piłki Nożnej. Ich Stadion narodowy pod nazwą Bantam Village znajduje się na wyspie Home na wsi Bantam.
Podobnie jak reprezentacja Wyspy Bożego Narodzenia oprócz występów w Inter Island Cup (w których raz zwyciężyła), nie bierze udziału w innych rozgrywkach piłkarskich na świecie.
Dotychczasowe edycje Inter Island Cup (na pierwszym miejscu gospodarz zawodów):

## Nieoficjalne mecze międzynarodowe
| Rok  | Gospodarz               | Wyniki       | Gość                    | Turniej          |
| 1994 | Wyspy Kokosowe          | 1 – 4 4 – 0  | Wyspa Bożego Narodzenia | Inter Island Cup |
| 1997 | Wyspa Bożego Narodzenia | 10 – 3 3 – 0 | Wyspy Kokosowe          | Inter Island Cup |
| 1999 | Wyspa Bożego Narodzenia | 3 – 1 4 – 0  | Wyspy Kokosowe          | Inter Island Cup |
| 2004 | Wyspy Kokosowe          | 1 – 3 1 – 0  | Wyspa Bożego Narodzenia | Inter Island Cup |
| 2005 | Wyspy Kokosowe          | 1 – 0 0 – 2  | Wyspa Bożego Narodzenia | Inter Island Cup |

Piłkarze wysp Kokosowych rozegrali jak dotąd 10 meczów. Bilans to 3 zwycięstwa i 7 porażek. Bilans bramkowy 12 strzelonych i 29 straconych goli.